# Gumby

Gumby und Pokey als Spielfiguren-Set

Gumby (The Gumby Show) ist eine amerikanische Kindersendung, die 1957 erstmals zu sehen war. Die titelgebende Hauptfigur der Claymation-Trickfilme ist eine grüne Figur aus Knetmasse, die von einem orangen Pferd namens Pokey begleitet wird.
Gumby-Erfinder Art Clokey hatte bereits 1955 in seinem Kurzfilm Gumbasia Erfahrungen mit Claymation gesammelt, bevor er 1956 die Figur Gumby für die NBC-Sendung Howdy Doody erfand. 1957 bekam Gumby seine eigene Serie, die 1962 und 1966/67 um weitere Folgen ergänzt wurde. 1988 entstand eine neue Gumby-Serie, in der neben neu produzierten Filmen auch altes Material wiederverwendet wurde, jedoch wurde die Tonspur (sowohl Musik als auch Dialoge) ausgetauscht. Insgesamt existieren 223 Gumby-Episoden.
1995 entstand der Spielfilm Gumby und seine Freunde (Gumby: The Movie).
In Deutschland wurde die ursprüngliche Serie 1961/62 in der ARD gezeigt. In den 1980er Jahren erschien eine Videokassette mit einigen ausgewählten Folgen und 2003 wurde der Spielfilm aus dem Jahr 1995 auf DVD veröffentlicht. Dennoch blieb Gumby in Deutschland eher unbekannt.